# Asociación Francisco de Vitoria
La Asociación de Jueces y Magistrados Francisco de Vitoria (en siglas, AJFV) es una de las cuatro asociaciones profesionales de jueces españoles, la segunda por número de asociados, está integrada en la actualidad por 933 (noviembre de 2024) Jueces y Magistrados en activo de todas las categorías.
Puesto que los jueces españoles tienen prohibido pertenecer a sindicatos, las asociaciones profesionales como la AJFV han adoptado el papel tradicional de proteger los derechos y condiciones laborales de los jueces. 

## Historia

### Las asociaciones judiciales en España
El movimiento asociativo judicial nace en España en el año 1979, a partir de la entrada en vigor de la Constitución, cuyo artículo 127 permite las asociaciones profesionales de Jueces y Magistrados, sin perjuicio de mantener la prohibición de pertenecer a partidos políticos o sindicatos.
Existió en tiempos preconstitucionales la asociación Justicia Democrática, pero no puede considerarse como asociación judicial puesto que, aunque había jueces integrados en ella, no era solo una asociación de jueces, al formar parte de la misma otras personas pertenecientes a otros cuerpos vinculados a la Administración de Justicia.

## La Asociación Judicial Francisco de Vitoria
La AJFV toma su nombre de Francisco de Vitoria, maestro, jurisconsulto, teólogo, escritor, economista y catedrático de la Universidad de Salamanca, quien destacó por sus ideas y contribuciones al derecho internacional y la economía moral basados en el pensamiento humanista del realismo aristotélico-tomista.
La AJFV está integrada en la actualidad por 930 (noviembre de 2023) Jueces y Magistrados en activo de todas las categorías, desde Jueces de entrada hasta Magistrados del Tribunal Supremo, unidos por un referente ideológico único: la defensa y promoción de los valores y principios constitucionales.
La organización interna se asienta en principios democráticos y pluralistas, con plena libertad de voto y democracia interna, evidenciando que la pluralidad no se vive de forma dramática, sino natural y consustancial, al tiempo que renuncian a servirse de la asociación para convertirla en plataforma de intereses personales.
Se destacan también en cuanto a sus fines los siguientes:
- entender la Justicia como un servicio a la sociedad,
- tener plena disposición para una mejora de la Administración de Justicia,
- profundizar en la garantía de la independencia judicial, no como un privilegio de los jueces, sino como una garantía del ciudadano,
- buscar la inserción de los jueces en la realidad social y
- defender los intereses, legítimos y razonables, de los asociados.

Mantienen, asimismo, una independencia respecto de los poderes públicos, los partidos políticos y los sindicatos, sin perjuicio de la necesaria colaboración y lealtad, porque la configuración del Estado social y democrático de Derecho, junto a los complejos problemas que la sociedad tiene hoy planteados, reclaman una actuación cada vez más concertada.
Su modelo de juez es, por tanto, el del Juez constitucional, independiente, inamovible, responsable y sujeto únicamente al imperio de la ley, que debe disponer de unas condiciones de trabajo dignas y ser merecedor del respeto de sus conciudadanos.

## Comité Nacional
El actual Comité Nacional de la AJFV está formado por:
Portavoz: Sergio Oliva Parrilla.
- María del Carmen Gámiz Valencia.
- Teresa García Villanueva.
- Pablo Sánchez Martín.
- José Ignacio Martínez Esteban.
- Luis Ortiz Vigil.
- Verónica Ponte García.
- María Enma Ortega Herrero.
- Rocío Moreno de Viana-Cárdenas.